# Robert Neumann (Pianist)

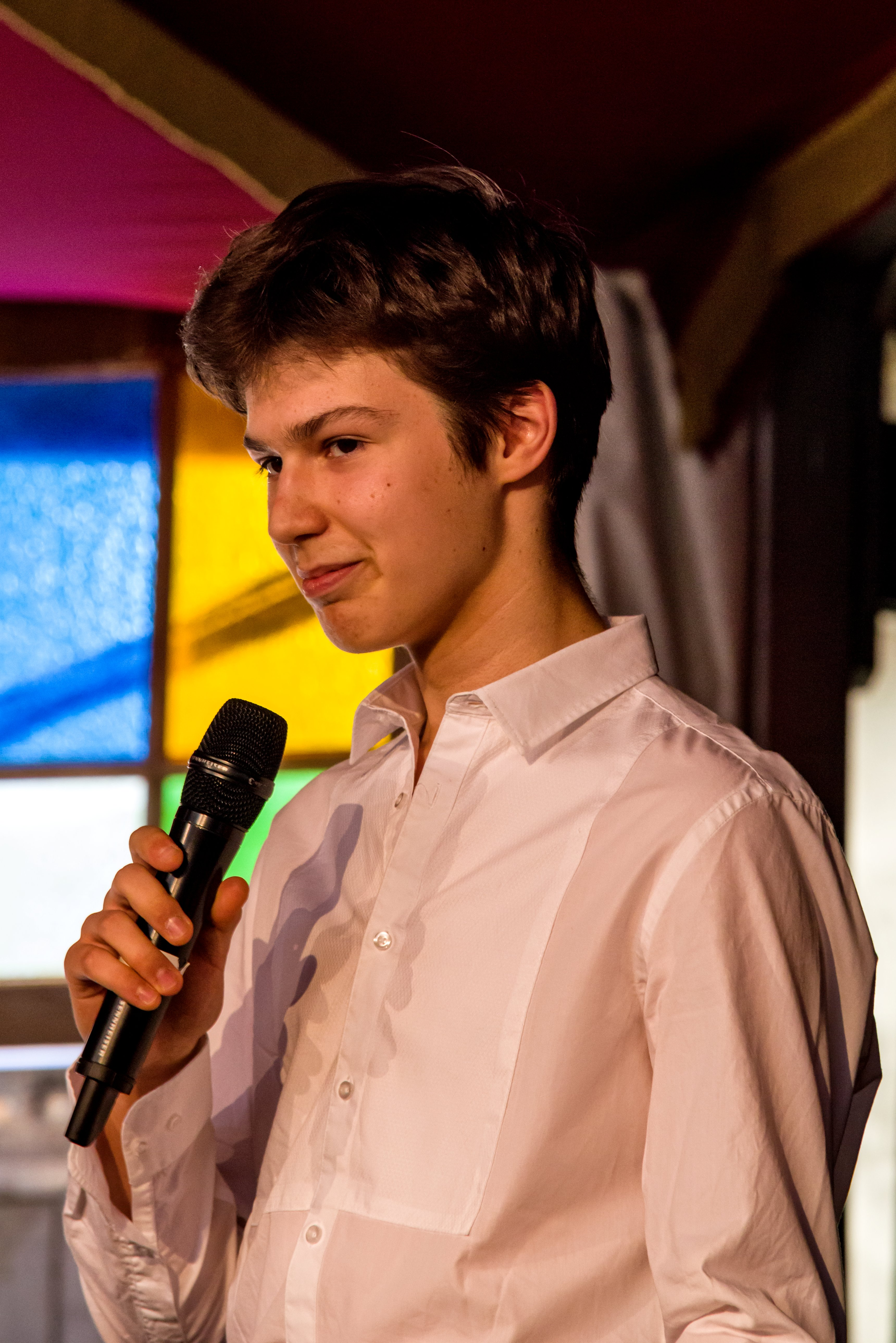
Robert Neumann, Zelt-Musik-Festival 2017

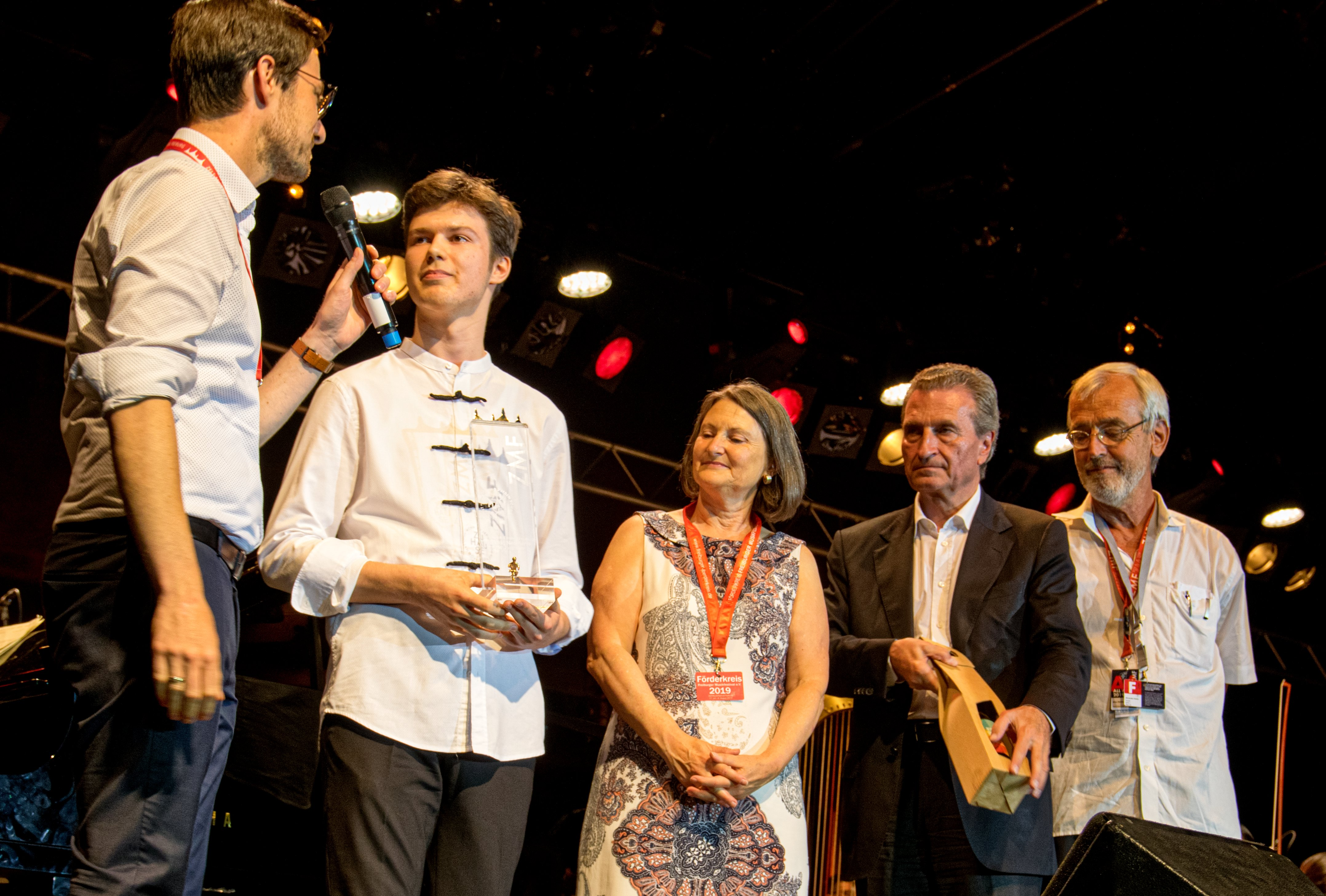
Die Verleihung des ZMF-Preises am 21. Juli 2019, OB Martin Horn, Robert Neumann, Regierungspräsidentin Bärbel Schäfer, EU-Kommissar Günther Oettinger und Alexander Heisler

Robert Neumann (* 12. April 2001 in Stuttgart) ist ein deutscher Pianist und Komponist.

## Leben
Robert Neumann bekam seinen ersten Klavierunterricht mit vier Jahren an der Stuttgarter Musikschule und gab mit 8 Jahren mit dem RSO des SWR sein Orchesterdebüt. Er studierte seit dem 11. Lebensjahr als Jungstudent und seit dem 15. Lebensjahr bei Elza Kolodin an der Musikhochschule Freiburg. Mit dreizehn Jahren erhielt er ein Stipendium für die Internationale Musikakademie Liechtenstein.
2018 war Neumann Artist in Residence beim Festival Next Generation in Bad Ragaz, wurde Stipendiat im Förderprogramm der Mozart Gesellschaft Dortmund und vom Südwestrundfunk für den Förderpreis „SWR2 New Talent 2018–2020“ ausgewählt. Hier erhält er eine Förderung u. a. für Konzertauftritte, Festivals sowie CD- und Studioproduktionen.
Neumann trat u. a. mit dem Moscow Symphony Orchestra, der Deutschen Staatsphilharmonie Rheinland-Pfalz, den Stuttgarter Philharmonikern, Sinfonieorchester Liechtenstein, Praga Philharmonic Camerata und Gewandhausorchester Leipzig auf.
Er gastierte außerdem u. a. bei Moscow Meets Friends, Kissinger Sommer, Lucerne Festival, Schwetzinger Schlosskonzerten, Fränkischen Musiktagen, Klavierfestival Junger Meister, Europäischen KulturForum auf Schloss Mainau und Interlaken Classics Bern.
2017 trat er für den verletzten Pianisten Christopher Park beim Freiburger Zelt-Musik-Festival auf und ist 2019 Preisträger dieses Festivals.
2018 wurde er von der Jury des Südwestrundfunks als das „SWR New Talent“  ausgezeichnet.
2019 ist er Preisträger des Zelt-Musik-Festivals in Freiburg im Breisgau. Auf der Gala wurde er von Oberbürgermeister Martin Horn zur 900-Jahr-Feier der Stadt eingeladen. Beim Kissinger Klavierolymp 2019 gewann er den dritten Preis.

## Auszeichnungen
- 2017 Förderpreis der Yamaha Music Foundation[8]
- 2017 Gewinner des International Classical Music Discovery Award[3][9]
- 2018 Gewinner des Swiss Charity Award[10]
- 2018/19 Stipendiat der Mozart Gesellschaft Dortmund
- 2018–2020 SWR2 New Talent 2018
- 2019 Preisträger des Zelt-Musik-Festival[11]
- 2021 Opus Klassik als Nachwuchskünstler des Jahres (Klavier)[12]
- 2025 Preis des Deutschen Musikwettbewerbs[13]